# Églantine Rembauville
Églantine Rembauville-Nicolle (ou Églantine Rembauville), née en 1981 en France, est une actrice française. Elle est également photographe sous le nom de Lou Sarda.

## Biographie
Elle a commencé sa carrière à 17 ans à la télévision. Elle a joué dans des séries françaises (Le Bleu de l'océan) et dans une série anglaise, The Bill. Elle a eu des seconds rôles au cinéma dans des films tels que Da Vinci Code, Scenes of a Sexual Nature ou dans la shortcom populaire Bref.
En 2009 elle interprète le rôle de Dora dans le téléfilm David Copperfield d'Ambroggio Lo Giudice.

## Filmographie partielle

### Télévision
- 2002 : La Vie devant nous : Lola
- 2003 : Une Femme si parfaite : Camille
- 2003 : Julie Lescaut, épisode 4 saison 12, Pirates de Pascale Dallet : Estelle Janeau
- 2003 : Les Monos, épisode 11 : l'Esprit d'équipe de Christian Rauth et Daniel Rialet : Maroussia
- 2003 : Le Bleu de l'océan : Esther
- 2004 : Sauveur Giordano (épisode Disparitions) : Anna
- 2004 : Fargas (épisode Meurtre sans intention) : Alex
- 2006 : Jane Eyre : Céline Varens
- 2007 : Femmes de loi, épisode 1 saison 7 : La fille de l'air : Valérie / Natacha
- 2009 : David Copperfield d'Ambrogio Lo Giudice : Dora
- 2011 : Les Petits Meurtres d'Agatha Christie : (épisode : Cinq petits cochons) d'Éric Woreth : Alice
- 2011 : La Double inconstance de Carole Giacobbi : Silvia
- 2011 : Bref, épisode 33, J'ai couché avec Émilie : Émilie
- 2015 : Cherif, épisode 7 saison 2 : Audrey Lamarre
- 2022 : Vise le cœur de Vincent Jamain : Laure Norrois

### Cinéma
- 2004 : Narco : Pam adolescente
- 2006 : Amour et Conséquences (Scenes of a Sexual Nature) d'Ed Blum : Sophie
- 2011 : Jane Eyre : Sophie